# 인도가젤
인도가젤 또는 친카라(Gazella bennettii)는 소과에 속하는 가젤의 일종이다. 이란과 파키스탄, 인도에서 발견된다. 어깨 높이는 65cm, 몸무게는 약 23kg 정도이다. 건조한 평원이나 구릉 지대, 관목 숲에서 서식한다.